# Troisième concile du Latran
 (juin 2025).
Si vous disposez d'ouvrages ou d'articles de référence ou si vous connaissez des sites web de qualité traitant du thème abordé ici, merci de compléter l'article en donnant les références utiles à sa vérifiabilité et en les liant à la section « Notes et références ».
Le troisième concile du Latran est le XIe concile œcuménique de l'Église catholique. Il se tient à Rome en mars 1179, à la suite de la paix de Venise conclue entre l'empereur Frédéric Barberousse et la Ligue lombarde fomentée par le pape Alexandre III. Il met fin au schisme survenu au moment de l'élection d'Alexandre III en 1159.

## Déroulement
Le concile réunit 302 évêques. Il se tient en trois sessions : les 5, 7 (ou 14) et 19 (ou 22) mars 1179. Il donne lieu à 27 décrets, portant sur des sujets très variés. Les principaux sont les suivants :
- canon 1 : élection du pape à la majorité des deux tiers des voix des cardinaux électeurs ;
- canon 3 : interdiction de consacrer un évêque âgé de moins de 30 ans ; interdiction de conférer le diaconat, la prêtrise ou toute autre dignité ecclésiastique impliquant charge d'âme à un candidat âgé de moins de 25 ans ;
- canon 4 : régulation du train de vie des prélats ;
- canon 5 : interdiction d'ordonner un clerc sans titulus (cf. incardination), c'est-à-dire sans moyen de subsistance ;
- canon 7 : interdiction d'exiger paiement pour l'administration d'un sacrement — particulièrement du mariage — ou encore pour un enterrement ;
- canon 18 : nomination d'un professeur au sein de chaque cathédrale pour enseigner aux clercs et aux étudiants pauvres ;
- canon 20 : interdiction de toutes joutes et tournois qui mettaient la vie en danger.
- canon 24 : interdiction de fournir des armes aux Sarrasins sous peine d'excommunication ;
- canon 27 : anathème contre les Cathares , Patarins et Albigeois, demandant de « dénoncer excommuniés, dans les églises, les jours de dimanche et de fête » ceux qui « portent la désolation » (ce canon autorise à prendre les armes contre eux, mais n'est pas encore un appel à la croisade. Cet appel à la croisade ne viendra que plus tard, en mars 1208, par le Pape Innocent III et ordonné à la suite de l'assassinat du légat du Pape Pierre de Castelnau par des proches du comte Raimond VI de Toulouse, croisade dite des Albigeois). Condamnation des mercenaires Brabançons, Aragonais, Navarrais, Basques, Cottereaux et Triaverdins.